# Фондо Рипа (Бергамо)
Фондо Рипа је насеље у Италији у округу Бергамо, региону Ломбардија.
Према процени из 2011. у насељу је живело 76 становника. Насеље се налази на надморској висини од 521 м.